# اونزن، ناگاساکی
۳۲°۵۰′ شمالی ۱۳۰°۱۱′ شرقی / ۳۲٫۸۳۳°شمالی ۱۳۰٫۱۸۳°شرقی
اونزن در استان ناگازاکی در کشور ژاپن واقع شده‌است  که دارای جمعیت ۴۸٬۷۰۱ نفر و مساحت ۲۰۶٫۹۲ کیلومتر مربع با تراکم جمعیت ۲۳۵  نفر در کیلومترمربع است و در تاریخ ۱۱ اکتبر ۲۰۰۵ به عنوان شهر شناخته شد.